# Vima insignis
Genre
Espèce
Vima insignis, unique représentant du genre Vima, est une espèce d'opilions laniatores de la famille des Agoristenidae.

## Distribution
Cette espèce est endémique du Guyana.

## Description
Le syntype mesure 2,5 mm.

## Publication originale
- Hirst, 1912 : « Descriptions of new harvest-men of the family Phalangodidae. » The Annals and Magazine of Natural History, sér. 8, vol. 10, no 55, p. 63–84 (texte intégral).